# 하라다 사노스케
하라다 사노스케(原田左之助)는 신센구미의 10번대 대장이다. 이요 마쓰야마 번 출신.

## 같이 보기
- 바람의 검심 - 사가라 사노스케(相楽左之助)